# Copa América
A Copa América a CONMEBOL-tagországok férfi felnőtt nemzeti labdarúgó-válogatottjainak részére szervezett labdarúgótorna. Dél-Amerika legjelentősebb labdarúgótornája.
A tornát nem előzi meg kvalifikáció, a CONMEBOL mind a 10 tagja automatikusan részt vehet. Minden tornára hat vendégcsapatot hívnak a szervezeten kívülről, így a tornán 16 válogatott vesz részt.

## Története
A Copa América a jelenleg is megrendezett labdarúgóviadalok közül a legrégebbi. Az első tornát 1916 júliusában rendezték, Argentína függetlenségének 100. évfordulója alkalmából. A rendezvény ideje alatt alakult meg a CONMEBOL (július 9-én, az argentin függetlenség napján).
A torna neve kezdetben Campeonato Sudamericano de Selecciones volt, ami szó szerinti fordításban Dél-amerikai Válogatottak Bajnoksága. Mai nevét 1975-ben kapta. 1975 és 1983 között nem egy helyen rendezték a viadalt, hanem oda-visszavágó alapon zajló mérkőzéseken döntötték el a kupa sorsát. 1984-ben a CONMEBOL elfogadta azt a szabályt, hogy a rendezés joga körbemegy a 10 tagországon. 2007-ben a torna házigazdája Venezuela volt, ezzel zárult az első kör.
1993-tól kezdve két szövetségen kívüli csapatot is meghívnak a tornára. A CONCACAF tagjait részesítik előnyben a földrajzi és a kulturális közelség okán. Az eddig meghívott csapatok, akik részt is vettek a tornán:
- Costa Rica
- Honduras
- Japán
- Mexikó
- Egyesült Államok
- Katar

A 2001-es viadalra Kanadát hívták meg, de az együttes az utolsó pillanatban, biztonsági okokra hivatkozva lemondta a részvételt.

## Eddigi tornák

### Dél-amerikai Válogatottak Bajnoksága
| Év   | Helyszín    | Bajnok      | Ezüstérmes  | Bronzérmes  | Negyedik hely |
| ---- | ----------- | ----------- | ----------- | ----------- | ------------- |
| 1916 | · Argentína | · Uruguay   | · Argentína | · Brazília  | · Chile       |
| 1917 | · Uruguay   | · Uruguay   | · Argentína | · Brazília  | · Chile       |
| 1919 | · Brazília  | · Brazília  | · Uruguay   | · Argentína | · Chile       |
| 1920 | · Chile     | · Uruguay   | · Argentína | · Brazília  | · Chile       |
| 1921 | · Argentína | · Argentína | · Brazília  | · Uruguay   | · Paraguay    |
| 1922 | · Brazília  | · Brazília  | · Paraguay  | · Uruguay   | · Argentína   |
| 1923 | · Uruguay   | · Uruguay   | · Argentína | · Paraguay  | · Brazília    |
| 1924 | · Uruguay   | · Uruguay   | · Argentína | · Paraguay  | · Chile       |
| 1925 | · Argentína | · Argentína | · Brazília  | · Paraguay  | –             |
| 1926 | · Chile     | · Uruguay   | · Argentína | · Chile     | · Paraguay    |
| 1927 | · Peru      | · Argentína | · Uruguay   | · Peru      | · Bolívia     |
| 1929 | · Argentína | · Argentína | · Paraguay  | · Uruguay   | · Peru        |
| 1935 | · Peru      | · Uruguay   | · Argentína | · Peru      | · Chile       |
| 1937 | · Argentína | · Argentína | · Brazília  | · Uruguay   | · Paraguay    |
| 1939 | · Peru      | · Peru      | · Uruguay   | · Paraguay  | · Chile       |
| 1941 | · Chile     | · Argentína | · Uruguay   | · Chile     | · Peru        |
| 1942 | · Uruguay   | · Uruguay   | · Argentína | · Brazília  | · Paraguay    |
| 1945 | · Chile     | · Argentína | · Brazília  | · Chile     | · Uruguay     |
| 1946 | · Argentína | · Argentína | · Brazília  | · Paraguay  | · Uruguay     |
| 1947 | · Ecuador   | · Argentína | · Paraguay  | · Uruguay   | · Chile       |
| 1949 | · Brazília  | · Brazília  | · Paraguay  | · Peru      | · Bolívia     |
| 1953 | · Peru      | · Paraguay  | · Brazília  | · Uruguay   | · Chile       |
| 1955 | · Chile     | · Argentína | · Chile     | · Peru      | · Uruguay     |
| 1956 | · Uruguay   | · Uruguay   | · Chile     | · Argentína | · Brazília    |
| 1957 | · Peru      | · Argentína | · Brazília  | · Uruguay   | · Peru        |
| 1959 | · Argentína | · Argentína | · Brazília  | · Paraguay  | · Peru        |
| 1959 | · Ecuador   | · Uruguay   | · Argentína | · Brazília  | · Ecuador     |
| 1963 | · Bolívia   | · Bolívia   | · Paraguay  | · Argentína | · Brazília    |
| 1967 | · Uruguay   | · Uruguay   | · Argentína | · Chile     | · Paraguay    |

### Copa América
| Év   | Helyszín           | Döntő       | Döntő                | Döntő        | Harmadik helyért     | Harmadik helyért       | Harmadik helyért   |
| Év   | Helyszín           | Győztes     | Eredmény             | Második hely | Harmadik hely        | Eredmény               | Negyedik hely      |
| ---- | ------------------ | ----------- | -------------------- | ------------ | -------------------- | ---------------------- | ------------------ |
| 1975 | nem volt házigazda | · Peru      | 0–1 / 2–0 1–0        | · Kolumbia   | · Brazília · Uruguay | nem volt bronzmérkőzés |                    |
| 1979 | nem volt házigazda | · Paraguay  | 3–0 / 0–1 0–0 (h.u.) | · Chile      | · Peru · Brazília    | nem volt bronzmérkőzés |                    |
| 1983 | nem volt házigazda | · Uruguay   | 2–0 / 1–1            | · Brazília   | · Paraguay · Peru    | nem volt bronzmérkőzés |                    |
| 1987 | · Argentína        | · Uruguay   | 1–0                  | · Chile      | · Kolumbia           | 2–1                    | · Argentína        |
| 1989 | · Brazília         | · Brazília  | körmérkőzés          | · Uruguay    | · Argentína          | körmérkőzés            | · Paraguay         |
| 1991 | · Chile            | · Argentína | körmérkőzés          | · Brazília   | · Chile              | körmérkőzés            | · Kolumbia         |
| 1993 | · Ecuador          | · Argentína | 2–1                  | · Mexikó     | · Kolumbia           | 1–0                    | · Ecuador          |
| 1995 | · Uruguay          | · Uruguay   | 1–1 (h.u.) ti.: 5–3  | · Brazília   | · Kolumbia           | 4–1                    | · Egyesült Államok |
| 1997 | · Bolívia          | · Brazília  | 3–1                  | · Bolívia    | · Mexikó             | 1–0                    | · Peru             |
| 1999 | · Paraguay         | · Brazília  | 3–0                  | · Uruguay    | · Mexikó             | 2–1                    | · Chile            |
| 2001 | · Kolumbia         | · Kolumbia  | 1–0                  | · Mexikó     | · Honduras           | 2–2 (h.u.) ti.: 5–4    | · Uruguay          |
| 2004 | · Peru             | · Brazília  | 2–2 (h.u.) ti.: 4–2  | · Argentína  | · Uruguay            | 2–1                    | · Kolumbia         |
| 2007 | · Venezuela        | · Brazília  | 3–0                  | · Argentína  | · Mexikó             | 3–1                    | · Uruguay          |
| 2011 | · Argentína        | · Uruguay   | 3–0                  | · Paraguay   | · Peru               | 4–1                    | · Venezuela        |
| 2015 | · Chile            | · Chile     | 0–0 (h.u.) ti.: 4–1  | · Argentína  | · Peru               | 2–0                    | · Paraguay         |
| 2016 | · Egyesült Államok | · Chile     | 0–0 (h.u.) ti.: 4–2  | · Argentína  | · Kolumbia           | 1–0                    | · Egyesült Államok |
| 2019 | · Brazília         | · Brazília  | 3–1                  | · Peru       | · Argentína          | 2–1                    | · Chile            |
| 2021 | · Brazília         | · Argentína | 1–0                  | · Brazília   | · Kolumbia           | 3–2                    | · Peru             |
| 2024 | · Egyesült Államok | · Argentína | 1–0 (h.u.)           | · Kolumbia   | · Uruguay            | 2–2 ti.: 4–3           | · Kanada           |

## Összesített statisztika
Összesített statisztika 1916 és 2021 között:

| Helyezés | Csapat           | TGy | R  | M   | Gy  | D  | V  | G+  | G–  | Gk   | P   | PPM  |
| -------- | ---------------- | --- | -- | --- | --- | -- | -- | --- | --- | ---- | --- | ---- |
| 1.       | Argentína        | 16  | 42 | 202 | 127 | 42 | 33 | 474 | 182 | +292 | 423 | 2,10 |
| 2.       | Uruguay          | 15  | 44 | 205 | 112 | 38 | 55 | 410 | 221 | +189 | 374 | 1,82 |
| 3.       | Brazília         | 9   | 37 | 191 | 108 | 38 | 46 | 430 | 204 | +226 | 362 | 1,89 |
| 4.       | Paraguay         | 2   | 37 | 177 | 64  | 43 | 70 | 264 | 303 | −39  | 235 | 1,32 |
| 5.       | Chile            | 2   | 40 | 188 | 67  | 33 | 88 | 291 | 316 | −25  | 234 | 1,24 |
| 6.       | Peru             | 2   | 33 | 161 | 58  | 39 | 64 | 230 | 255 | −25  | 213 | 1,34 |
| 7.       | Kolumbia         | 1   | 23 | 124 | 49  | 25 | 50 | 142 | 191 | −49  | 172 | 1,38 |
| 8.       | Bolívia          | 1   | 28 | 119 | 20  | 26 | 73 | 107 | 298 | −191 | 86  | 0,72 |
| 9.       | Ecuador          | 0   | 29 | 126 | 16  | 26 | 84 | 134 | 327 | −193 | 73  | 0,57 |
| 10.      | Mexikó           | 0   | 10 | 48  | 19  | 13 | 16 | 66  | 62  | +4   | 70  | 1,46 |
| 11.      | Venezuela        | 0   | 19 | 79  | 8   | 17 | 45 | 49  | 177 | −128 | 41  | 0,51 |
| 12.      | Costa Rica       | 0   | 5  | 17  | 5   | 3  | 9  | 17  | 31  | −14  | 18  | 1,06 |
| 13.      | Egyesült Államok | 0   | 4  | 18  | 5   | 2  | 11 | 18  | 29  | −11  | 17  | 0,94 |
| 14.      | Honduras         | 0   | 1  | 6   | 3   | 1  | 2  | 7   | 5   | +2   | 10  | 1,67 |
| 15.      | Panama           | 0   | 1  | 3   | 1   | 0  | 2  | 4   | 10  | −6   | 3   | 1,00 |
| 16.      | Japán            | 0   | 2  | 6   | 0   | 3  | 3  | 6   | 15  | −9   | 3   | 0,50 |
| 17.      | Katar            | 0   | 1  | 3   | 0   | 1  | 2  | 2   | 5   | −3   | 1   | 0,33 |
| 18.      | Jamaica          | 0   | 2  | 6   | 0   | 0  | 6  | 0   | 9   | −9   | 0   | 0,00 |
| 19.      | Haiti            | 0   | 1  | 3   | 0   | 0  | 3  | 1   | 12  | −11  | 0   | 0,00 |

## Győztesek

A Copa América győztesei

| Bajnoki cím | Ország    | Év(ek)                                                                                         |
| ----------- | --------- | ---------------------------------------------------------------------------------------------- |
| 16          | Argentína | 1921, 1925, 1927, 1929, 1937, 1941, 1945, 1946, 1947, 1955, 1957, 1959, 1991, 1993, 2021, 2024 |
| 15          | Uruguay   | 1916, 1917, 1920, 1923, 1924, 1926, 1935, 1942, 1956, 1959, 1967, 1983, 1987, 1995, 2011       |
| 9           | Brazília  | 1919, 1922, 1949, 1989, 1997, 1999, 2004, 2007, 2019                                           |
| 2           | Paraguay  | 1953, 1979                                                                                     |
| 2           | Peru      | 1939, 1975                                                                                     |
| 2           | Chile     | 2015, 2016                                                                                     |
| 1           | Bolívia   | 1963                                                                                           |
| 1           | Kolumbia  | 2001                                                                                           |

## Házigazdák
| Házigazda | Ország                    | Év(ek)                                               |
| --------- | ------------------------- | ---------------------------------------------------- |
| 9         | Argentína                 | 1916, 1921, 1925, 1929, 1937, 1946, 1959, 1987, 2011 |
| 7         | Uruguay                   | 1917, 1923, 1924, 1942, 1956, 1967, 1995             |
| 7         | Chile                     | 1920, 1926, 1941, 1945, 1955, 1991, 2015             |
| 6         | Peru                      | 1927, 1935, 1939, 1953, 1957, 2004                   |
| 6         | Brazília                  | 1919, 1922, 1949, 1989, 2019, 2021                   |
| 3         | Ecuador                   | 1947, 1959, 1993                                     |
| 2         | Bolívia                   | 1963, 1997                                           |
| 2         | Amerikai Egyesült Államok | 2016, 2024                                           |
| 1         | Kolumbia                  | 2001                                                 |
| 1         | Paraguay                  | 1999                                                 |
| 1         | Venezuela                 | 2007                                                 |
| 3         | nem volt házigazda        | 1975, 1979, 1983                                     |